# ستاس ميسجنيكوف
ستاس ميسجنيكوف (بالعبرية: סטס מיסז'ניקוב؛ من مواليد 28 فبراير 1969) هو سياسي إسرائيلي شغل منصب عضو في الكنيست عن حزب إسرائيل بيتنا ووزيراً سابقاً للسياحة.

## سيرته الذاتية
ولد ميسجنيكوف في موسكو بالاتحاد السوفيتي (روسيا حالياً)، وهاجر إلى إسرائيل في 7 سبتمبر 1982. التحق بالمدرسة الثانوية في ريشون لتسيون. ودرس في جامعة تل أبيب، بعد إنهاء خدمته العسكرية في الجيش الإسرائيلي، وحصل على درجة البكالوريوس في العلوم الاجتماعية والسياسية في 1992 وماجستير في إدارة الأعمال والتسويق في 2000. عمل مساعداً برلمانياً في الكنيست بين عامي 1997 و1999، ثم مدير تسويق في كلاليت [الإنجليزية] من 1999 حتى 2006.
أصبح عضواً في مجلس مدينة ريشون لتسيون في 2003، حيث خدم حتى 2006. واحتل المركز السادس في قائمة إسرائيل بيتنا في انتخابات الكنيست 2006، وأصبح عضواً في الكنيست عندما فاز الحزب بعدد 11 مقعداً. واحتفظ بمقعده في انتخابات 2009، حيث احتل المركز الثالث على قائمة الحزب. وعُين عقب الانتخابات وزيراً للسياحة في حكومة بنيامين نتنياهو.
وصفت السفارة الإسرائيلية في مدريد زيارته إلى إسبانيا بأنها محرجة بعد أن ألغى ميسجنيكوف عشاءً مع جهات اتصال تجارية لصالح حفلة خاصة. نفى ميسجنيكوف التهمة بشدة، مدعياً أنه كان عالقاً في حدث تذكاري للهولوكوست. وأثار المزيد من الجدل في أكتوبر 2010 عندما اتهم ميسجنيكوف بتسييس مؤتمر السياحة القادم لمنظمة التعاون الاقتصادي والتنمية في القدس، عندما صرح أنه عبر عقد اجتماع في القدس، اعترفت منظمة التعاون الاقتصادي والتنمية بالمدينة عاصمة لإسرائيل. تدخلت الحكومة الإسرائيلية ووصف رئيس لجنة الكنيست بشأن القدس ميسجنيكوف بأنه «دبلوماسي مبتدئ».
سافر ميسجنيكوف إلى بلغاريا في أعقاب تفجير حافلة بورغاس في 2012، في محاولة للحفاظ على علاقاتها السياحية مع إسرائيل. والتقى برئيس الوزراء بويكو بوريسوف والرئيس روسن بليفنلييف.
أُعلن في 4 ديسمبر 2012، أن ميسجنيكوف لن يكون مرشحاً لانتخابات الكنيست لعام 2013.

## حياته الشخصية
تزوج ميسجنيكوف متزوج هيلا وهو أب لثلاثة أطفال. ويقيم في ريشون لتسيون.

## إثارته للجدل
استشهد تقرير للقناة الثانية بحراس شخصيين سابقين مجهولين لميسجنيكوف زعموا أن الوزير كان يخرج بانتظام لشرب الخمر ويرتاد نوادي التعري. كما زعموا أن عادات الحياة الليلية لميسجنيكوف تسببت في غيابه عن اجتماع طارئ لمجلس الوزراء بشأن مفاوضات جلعاد شاليط. ونفى ميسجنيكوف هذه المزاعم وزعم برائته من ارتكاب أي مخالفات في تحقيق أجرته لجنة الخدمة المدنية الإسرائيلية.

## قضية الفساد
كان ميسجنيكوف أحد مسؤولي حزب إسرائيل بيتنا المتهمين بالفساد وجرائم أخرى كجزء من تحقيق إسرائيل في «القضية 242». وشملت التهم الموجهة إليه تبادل تمويل لمهرجان طلابي في 2012 مقابل توظيف مشروط لشريك ميسجنيكوف الحميم، بالإضافة إلى عمليات شراء وهمية للكوكايين من قبل ميسجنيكوف من خلال مساعديه الوزاريين. دخل ميسجنيكوف في صفقة إقرار بالذنب لجميع التهم في أكتوبر 2017 وحُكم عليه بالسجن لمدة 15 شهراً. وصل إلى سجن حرمون في الجليل في 17 ديسمبر 2017، للبدء في قضاء عقوبته.